# Hornafjörðurs flygplats
Hornafjörðurs flygplats är en flygplats i republiken Island. Den ligger i den sydöstra delen av landet, 300 km öster om huvudstaden Reykjavik. Hornafjörðurs flygplats ligger 7 meter över havet.